# 敷島村 (台灣)
敷島村是台灣日治時期日本移民村之一，位在台灣台東廳台東街（現台東縣台東市），面積約350甲。
昭和11年（1936年）卑南大圳整建完成，臺灣總督府隨後於昭和13年（1938年）招募滋賀、長野等縣的日本農民遷入台東，被招募農民共59戶、289人，同年5月舉行開村儀式。移民村下分為4個聚落，分別是一號、二號、三號、四號。昭和16年（1941年）時居民來自滋賀、長野、新潟等縣，計57戶共289人。村內有敷島小學校（現址是台東專科學校，另在台東農校撥用校園一角，成立康樂國小）、敷島派出所、醫療所、托兒所等設施。昭和20年（1945年）日治時代結束後，日籍移民全數返鄉。敷島村改名為康樂里，後又分出永樂、豐樂里。
2022年9月17日晚上9時41分台東縣關山鎮發生芮氏規模6.4有感地震，村內山西路一段上一幢日式老屋倒塌。張姓屋主於倒塌後表示該幢老屋約有八十多年歷史，為張氏祖厝，二十多年前屋主搬出後改為環境教育場所，曾有大學教授、學生來此研究建築工法、材料。幾年前本想整修，但因成本過高、無法負擔而放棄。

## 腳註
1. 1 2  張祈. . 中央社. 2022-09-18  [2022-09-18]. （原始内容存档于2022-09-18） （中文（臺灣））.
2. ↑  臺灣總督府官房統計課，警察官署別臺灣總督府行政區域便覽